# Nati nel 1976/Giugno
| Questa pagina contiene informazioni ricavate automaticamente dalle voci biografiche con l'ausilio del template Bio e di un bot. L'aggiornamento è periodico e automatico e ricostruisce completamente la pagina. Se manca una persona in questa lista, sei pregato di non aggiungerla, ma accertati piuttosto che la sua voce biografica contenga il template Bio e che i dati anagrafici siano correttamente compilati. Se il template Bio manca, inseriscilo tu stesso o, in alternativa, metti l'avviso {{tmp\|Bio}} che ne segnala la mancanza. Se i dati riportati sono sbagliati, correggi direttamente la voce biografica; le modifiche saranno visibili in questa lista entro pochi giorni. Per chiarimenti vedi il progetto biografie. La lista contiene solo le 355 persone che sono citate nell'enciclopedia e per le quali è stato implementato correttamente il template Bio. Pagina aggiornata al 2 giu 2025. |

- 1º giugno - Lorenzo Bertini, canottiere italiano
- 1º giugno - Pёtr Buslov, regista russo
- 1º giugno - Lars Conrad, ex nuotatore tedesco
- 1º giugno - Peter Cornell, ex cestista statunitense
- 1º giugno - Marlon Devonish, ex velocista britannico
- 1º giugno - Sally El Hosaini, regista e sceneggiatrice britannica
- 1º giugno - Sharonne, attore, cantante e personaggio televisivo spagnola
- 1º giugno - Patrick Gilmore, attore canadese
- 1º giugno - Kristine Heggelund, ex sciatrice alpina norvegese
- 1º giugno - Bernd Kruel, ex cestista tedesco
- 1º giugno - Joanna Mallah, cantante libanese
- 1º giugno - Álex da Rosa, ex calciatore brasiliano
- 1º giugno - Alexander Scheer, attore tedesco
- 1º giugno - Mats Trygg, hockeista su ghiaccio norvegese
- 2 giugno - Igor Angelovski, allenatore di calcio e ex calciatore macedone
- 2 giugno - Carlo Boccarini, ex velocista italiano
- 2 giugno - Earl Boykins, ex cestista statunitense
- 2 giugno - Adriana Gerši, ex tennista ceca
- 2 giugno - Yoshinobu Minowa, ex calciatore giapponese
- 2 giugno - Gabriela Navrátilová, ex tennista ceca
- 2 giugno - Antônio Rodrigo Nogueira, artista marziale misto brasiliano
- 2 giugno - Antônio Rogério Nogueira, artista marziale misto e ex pugile brasiliano
- 2 giugno - Tim Rice-Oxley, pianista e compositore britannico
- 2 giugno - 'Masenate Mohato Seeiso, regina lesothiana
- 2 giugno - Māris Smirnovs, ex calciatore lettone
- 2 giugno - Bulcsú Székely, pallanuotista ungherese
- 2 giugno - Mara Urbani, pattinatrice di short track italiana
- 2 giugno - Matt Wait, pilota motociclistico statunitense
- 2 giugno - Radek Ładczuk, direttore della fotografia polacco
- 3 giugno - Hilde Louise Asbjørnsen, cantante norvegese
- 3 giugno - Dalibor Božac, ex calciatore croato
- 3 giugno - Nikos Chatzīs, ex cestista greco
- 3 giugno - Jens Kruppa, nuotatore tedesco
- 3 giugno - Farhad Majidi, allenatore di calcio e ex calciatore iraniano
- 3 giugno - DJ Myke, disc jockey e produttore discografico italiano
- 3 giugno - Eros Pérez, ex calciatore cileno
- 3 giugno - Qi Hong, ex calciatore e giocatore di calcio a 5 cinese
- 3 giugno - Yuri Ruley, batterista statunitense
- 3 giugno - Tomo Sugawara, ex calciatore giapponese
- 3 giugno - Samir Zaoui, ex calciatore algerino
- 3 giugno - Julia von Heinz, regista e sceneggiatrice tedesca
- 4 giugno - Ruslan Avleev, ex cestista russo
- 4 giugno - Vedran Bosnić, allenatore di pallacanestro e ex cestista bosniaco
- 4 giugno - Marco Carparelli, calciatore italiano
- 4 giugno - Kasey Chambers, cantante australiana
- 4 giugno - Tea Donguzašvili, ex judoka russa
- 4 giugno - Davide Franceschetti, pianista italiano
- 4 giugno - Vjačeslav Kernozenko, allenatore di calcio e ex calciatore ucraino
- 4 giugno - Dzmitry Lapkes, schermidore bielorusso
- 4 giugno - Aleksej Naval'nyj, attivista, politico e blogger russo († 2024)
- 4 giugno - Tim Rozon, attore canadese
- 4 giugno - Gustavo de Souza Caiche, ex calciatore brasiliano
- 4 giugno - Patrick Trentini, pianista, compositore e direttore d'orchestra italiano
- 4 giugno - Duane Woodward, ex cestista e allenatore di pallacanestro statunitense
- 4 giugno - Nenad Zimonjić, tennista e allenatore di tennis serbo
- 5 giugno - Aesop Rock, rapper, polistrumentista e pittore statunitense
- 5 giugno - Rafał Berliński, ex calciatore polacco
- 5 giugno - Lauren Beukes, scrittrice sudafricana
- 5 giugno - Gabriel Bá, fumettista e blogger brasiliano
- 5 giugno - Odd Arne Espevoll, ex calciatore norvegese
- 5 giugno - Kevin Faulk, ex giocatore di football americano statunitense
- 5 giugno - Michela Franchetti, ex cestista italiana
- 5 giugno - Giannīs Giannoulīs, ex cestista greco
- 5 giugno - Josep Gombau, allenatore di calcio e ex calciatore spagnolo
- 5 giugno - Caterina Guzzanti, attrice, comica e imitatrice italiana
- 5 giugno - Torry Holt, ex giocatore di football americano statunitense
- 5 giugno - Fábio Moon, fumettista e blogger brasiliano
- 5 giugno - Udo Nwoko, ex calciatore nigeriano
- 5 giugno - Chris Okoh, ex calciatore nigeriano
- 5 giugno - Jack Ross, allenatore di calcio e ex calciatore scozzese
- 5 giugno - Takayuki Suzuki, ex calciatore giapponese
- 5 giugno - Rachael Taylor, canottiera australiana
- 5 giugno - Ekaterina Šagalova, regista russa
- 6 giugno - Andrea Agnello, sceneggiatore italiano
- 6 giugno - Emilie-Claire Barlow, cantante e doppiatrice canadese
- 6 giugno - Bijan Djir Sarai, politico iraniano
- 6 giugno - Alessandro Fiori, cantautore e musicista italiano
- 6 giugno - Antonio Granger, ex cestista statunitense
- 6 giugno - Rachel Leskovac, attrice e cantante inglese
- 6 giugno - Dieudonné Londo, ex calciatore gabonese
- 6 giugno - Z-Ro, rapper statunitense
- 6 giugno - Jonathan Nolan, scrittore, sceneggiatore e regista britannico
- 6 giugno - Oksana Romenskaja, pallamanista russa
- 6 giugno - Geoff Rowley, skater britannico
- 6 giugno - Kira Skov, cantante danese
- 6 giugno - Hamza Yerlikaya, ex lottatore turco
- 6 giugno - Alpay Öztaş, ex cestista turco
- 7 giugno - Necro, rapper, produttore discografico e attore statunitense
- 7 giugno - David Buckley, compositore britannico
- 7 giugno - Marco Casanova, ex sciatore alpino svizzero
- 7 giugno - David Díaz, pugile statunitense
- 7 giugno - Alleyne Francique, ex velocista grenadino
- 7 giugno - Randy Griffin, pugile statunitense
- 7 giugno - Jermaine Jackson, ex cestista e allenatore di pallacanestro statunitense
- 7 giugno - Dembo Jobarteh, musicista gambiano († 2008)
- 7 giugno - Cassidy Rae, attrice statunitense
- 7 giugno - Natal'ja Sorokina, ex nuotatrice russa
- 7 giugno - Noémi Tóth, pallanuotista ungherese
- 7 giugno - Mirsad Türkcan, ex cestista jugoslavo
- 7 giugno - Fabio Vignaroli, dirigente sportivo e ex calciatore italiano
- 8 giugno - Eion Bailey, attore statunitense
- 8 giugno - Oscar Dautt, ex calciatore messicano
- 8 giugno - Lindsay Davenport, allenatrice di tennis e ex tennista statunitense
- 8 giugno - Trish Goff, supermodella e attrice statunitense
- 8 giugno - Elliot Graham, montatore statunitense
- 8 giugno - Gro Kvinlog, ex sciatrice alpina e sciatrice freestyle norvegese
- 8 giugno - Susanne Menzel-Riedl, biologa tedesca
- 8 giugno - Cristina Mitola, allenatrice di calcio e ex calciatrice italiana
- 8 giugno - Jennifer Rodriguez, ex pattinatrice di velocità su ghiaccio statunitense
- 8 giugno - Štěpán Vrubl, ex cestista ceco
- 9 giugno - Sedat Artuç, ex sollevatore turco
- 9 giugno - Stefano Bianchi, astrofisico italiano
- 9 giugno - Hoara Borselli, conduttrice televisiva, opinionista e giornalista italiana
- 9 giugno - Horacio Chiorazzo, ex calciatore argentino
- 9 giugno - Angela Di Cosimo, ballerina italiana
- 9 giugno - Sharif Fajardo, ex cestista statunitense
- 9 giugno - Fabrizio Frigeni, musicista, manager e produttore discografico italiano
- 9 giugno - Raúl Alberto González, ex calciatore argentino
- 9 giugno - Luis Helguera, dirigente sportivo, allenatore di calcio e ex calciatore spagnolo
- 9 giugno - Kendra Horn, politica statunitense
- 9 giugno - Raluca Ioniţă, ex canoista romena
- 9 giugno - Kim Jung-kyum, ex calciatore sudcoreano
- 9 giugno - Homar Leuci, apneista italiano
- 9 giugno - Tomas Locatelli, ex calciatore italiano
- 9 giugno - Igor Miličić, allenatore di pallacanestro e ex cestista croato
- 9 giugno - Amisha Patel, attrice indiana
- 9 giugno - Zdeno Štrba, ex calciatore slovacco
- 9 giugno - Kōstas Īlia, ex calciatore cipriota
- 10 giugno - Orlin Anastasov, basso bulgaro
- 10 giugno - Michel Brown, attore e cantante argentino
- 10 giugno - Stefan Postma, allenatore di calcio e ex calciatore olandese
- 10 giugno - Hadi Saei, taekwondoka e politico iraniano
- 10 giugno - Jeremy Saulnier, regista, sceneggiatore e direttore della fotografia statunitense
- 10 giugno - Mariana Seoane, attrice e cantante messicana
- 11 giugno - Cristian Biondani, regista televisivo italiano
- 11 giugno - Camillo De Lellis, matematico italiano
- 11 giugno - Gaëtan Englebert, ex calciatore belga
- 11 giugno - Minami Kuribayashi, cantante e doppiatrice giapponese
- 11 giugno - Ivan Reis, fumettista brasiliano
- 11 giugno - Salli Saffioti, attrice e doppiatrice statunitense
- 11 giugno - Reiko Tosa, maratoneta giapponese
- 12 giugno - Martin Bajčičák, fondista e ex fondista di corsa in montagna slovacco
- 12 giugno - Kristian Brenden, ex saltatore con gli sci norvegese
- 12 giugno - Cristina Bugatty, personaggio televisivo e attrice italiana
- 12 giugno - Antawn Jamison, ex cestista statunitense
- 12 giugno - Jussi Laakso, allenatore di pallacanestro e ex cestista finlandese
- 12 giugno - Tae Satoya, sciatrice freestyle giapponese
- 12 giugno - Thomas Sørensen, ex calciatore danese
- 13 giugno - Christos Kotsōnīs, ex calciatore cipriota
- 13 giugno - Lucia Loffredo, conduttrice televisiva italiana
- 13 giugno - Kym Marsh, attrice, cantante e conduttrice televisiva britannica
- 13 giugno - Emiliano Milone, allenatore di calcio e ex calciatore italiano
- 13 giugno - Sicodelico Jr., wrestler messicano
- 13 giugno - Tygh Runyan, attore canadese
- 13 giugno - Ľubomír Talda, ex calciatore slovacco
- 13 giugno - Marc Ziegler, ex calciatore tedesco
- 14 giugno - Primo Brown, rapper italiano († 2016)
- 14 giugno - Barbara Białowąs, regista e sceneggiatrice polacca
- 14 giugno - Alan Carr, conduttore televisivo, conduttore radiofonico e comico britannico
- 14 giugno - Furio De Monaco, ex cestista e dirigente sportivo italiano
- 14 giugno - Petri Jalava, ex calciatore finlandese
- 14 giugno - Igor Lukšić, politico montenegrino
- 14 giugno - Tomasz Mandes, attore e regista polacco
- 14 giugno - Massimo Oddo, allenatore di calcio e ex calciatore italiano
- 14 giugno - Zuzana Polónyiová, ex cestista slovacca
- 14 giugno - Danny Seigle, ex cestista statunitense
- 14 giugno - Takahiro Mizushima, doppiatore giapponese
- 14 giugno - Ben H. Winters, scrittore e poeta statunitense
- 15 giugno - Evelyn Bazzanella, ex hockeista su ghiaccio italiana
- 15 giugno - Alessio Corradi, pilota motociclistico italiano
- 15 giugno - Curtis Enis, ex giocatore di football americano statunitense
- 15 giugno - Fabão, ex calciatore brasiliano
- 15 giugno - Ervin Fakaj, opinionista, procuratore sportivo e ex calciatore albanese
- 15 giugno - Martín Hidalgo, ex calciatore peruviano
- 15 giugno - José Júnior, ex calciatore brasiliano
- 15 giugno - Gary Lightbody, cantante e chitarrista britannico
- 15 giugno - Lúcio Wagner, ex calciatore brasiliano
- 15 giugno - Dustin Nguyen, fumettista statunitense
- 15 giugno - Fausto Paravidino, drammaturgo, attore e regista italiano
- 15 giugno - Esteban Powell, attore statunitense
- 15 giugno - Russell Van Hout, ex ciclista su strada australiano
- 16 giugno - Helena Engman, ex pesista svedese
- 16 giugno - Giovanni Hernández, allenatore di calcio e ex calciatore colombiano
- 16 giugno - Björn Johansson, pentatleta svedese
- 16 giugno - Chad Kultgen, scrittore e sceneggiatore statunitense
- 16 giugno - Tom Lenk, attore statunitense
- 16 giugno - Sandro Nicević, ex cestista croato
- 16 giugno - Luke Petitgout, ex giocatore di football americano statunitense
- 16 giugno - Marija Strelenko, biatleta russa († 2011)
- 16 giugno - Edwin Tenorio, ex calciatore ecuadoriano
- 16 giugno - Mfon Udoka, ex cestista e allenatrice di pallacanestro statunitense
- 16 giugno - Ruben Van Wyk, ex calciatore namibiano
- 17 giugno - Scott Adkins, attore e artista marziale britannico
- 17 giugno - Lee Baxter, ex calciatore svedese
- 17 giugno - Keith Gleeson, rugbista a 15 irlandese
- 17 giugno - Ricardo Guillén, ex cestista spagnolo
- 17 giugno - Eric Hicks, ex giocatore di football americano statunitense
- 17 giugno - Oscar Lagos, ex calciatore honduregno
- 17 giugno - Heather Mazur, attrice statunitense
- 17 giugno - Darin McBeath, allenatore di sci alpino e ex sciatore alpino canadese
- 17 giugno - Sven Nys, dirigente sportivo, ex ciclocrossista e ciclista su strada belga
- 17 giugno - Carolina Pascual, ex ginnasta spagnola
- 17 giugno - Peter Pullicino, ex calciatore maltese
- 17 giugno - Eva Rorandelli, artista e pittrice italiana
- 17 giugno - Pëtr Veniaminovič Svidler, scacchista russo
- 17 giugno - Dušan Vemić, allenatore di tennis e ex tennista serbo
- 17 giugno - Samuel Wowoah, allenatore di calcio e ex calciatore svedese
- 18 giugno - Aleksej Andrjunin, ex bobbista russo
- 18 giugno - Mustapha Bidoudane, ex calciatore marocchino
- 18 giugno - Busbee, musicista e produttore discografico statunitense († 2019)
- 18 giugno - Giuseppe Catozzella, scrittore e poeta italiano
- 18 giugno - Christoff, cantante belga
- 18 giugno - Michele D'Attanasio, direttore della fotografia italiano
- 18 giugno - Alana de la Garza, attrice statunitense
- 18 giugno - Brady Haran, regista australiano
- 18 giugno - Tatsuhiko Kubo, ex calciatore giapponese
- 18 giugno - Jonathan Levine, regista e sceneggiatore statunitense
- 18 giugno - Laura Lynn, cantante belga
- 18 giugno - Tamás Margl, ex lunghista e bobbista ungherese
- 18 giugno - Jacek Markiewicz, ex calciatore polacco
- 18 giugno - Akinori Nishizawa, ex calciatore giapponese
- 18 giugno - Thomas Riedl, allenatore di calcio e ex calciatore tedesco
- 18 giugno - Blake Shelton, cantante, musicista e personaggio televisivo statunitense
- 18 giugno - Ricardo Soares Florêncio, ex calciatore brasiliano
- 18 giugno - Barbara Steinemann, politica svizzera
- 18 giugno - Luca Valdesi, karateka italiano
- 19 giugno - Sergio Boccadutri, politico italiano
- 19 giugno - Bryan Hughes, allenatore di calcio e calciatore inglese
- 19 giugno - Ryan Hurst, attore statunitense
- 19 giugno - Maksim Liksutov, politico, imprenditore e dirigente d'azienda russo
- 19 giugno - Charlie Rogers, ex giocatore di football americano statunitense
- 19 giugno - Luan Zmijani, allenatore di calcio e ex calciatore albanese
- 20 giugno - Mukhlid Al-Otaibi, ex mezzofondista saudita
- 20 giugno - Sindey Balderas, ex calciatore messicano
- 20 giugno - Juliano Belletti, allenatore di calcio e ex calciatore brasiliano
- 20 giugno - Marie-Joëlle Clément, ex sciatrice alpina canadese
- 20 giugno - Anna Ferraro, schermitrice italiana
- 20 giugno - Riichirō Inagaki, fumettista giapponese
- 20 giugno - Ligita Kinkevičienė, ex cestista lituana
- 20 giugno - Carlos Lee, giocatore di baseball panamense
- 20 giugno - Roy Nelson, artista marziale misto statunitense
- 20 giugno - Dominic Okon, ex cestista, allenatore di pallacanestro e dirigente sportivo nigeriano
- 20 giugno - Jarrad Paul, attore, regista e sceneggiatore statunitense
- 20 giugno - Anthony Simmons, ex giocatore di football americano statunitense
- 20 giugno - Ville Wallén, ex calciatore finlandese
- 20 giugno - Adriano De Micheli, pilota automobilistico italiano
- 21 giugno - René Aufhauser, allenatore di calcio e ex calciatore austriaco
- 21 giugno - Björn Bach, canoista tedesco
- 21 giugno - Jarle Bernhoft, cantante norvegese
- 21 giugno - Celestino Caballero, pugile panamense
- 21 giugno - Antonio Cochran, ex giocatore di football americano statunitense
- 21 giugno - Nathan Darrow, attore statunitense
- 21 giugno - Davi Alves Rodrigues, ex giocatore di calcio a 5 brasiliano
- 21 giugno - Trajan Djankov, calciatore bulgaro († 2016)
- 21 giugno - Mike Einziger, musicista statunitense
- 21 giugno - Syed Hassan, ex calciatore britannico
- 21 giugno - Jalmari Helander, regista e sceneggiatore finlandese
- 21 giugno - Miroslav Karhan, allenatore di calcio e ex calciatore slovacco
- 21 giugno - Aaron Lazar, attore e cantante statunitense
- 21 giugno - Sebastião Marcos Barbosa Oliveira, ex calciatore brasiliano
- 21 giugno - Cheryl Pounder, hockeista su ghiaccio canadese
- 21 giugno - Dan Scanlon, animatore e regista statunitense
- 22 giugno - Skënder Bruçaj, religioso albanese
- 22 giugno - Marcelo Devani, ex calciatore argentino
- 22 giugno - Arianna Farfaletti Casali, astista italiana
- 22 giugno - Cristiana Federighi, ex cestista italiana
- 22 giugno - Simone Guarneri, ex calciatore italiano
- 22 giugno - Inna Haponenko, scacchista ucraina
- 22 giugno - Joana Prado, imprenditrice e ex modella brasiliana
- 22 giugno - Vincenzo Sommese, ex calciatore italiano
- 22 giugno - Vander Carioca, ex giocatore di calcio a 5 brasiliano
- 23 giugno - Wade Barrett, allenatore di calcio e ex calciatore statunitense
- 23 giugno - Francesca Cavallin, attrice, conduttrice televisiva e ex modella italiana
- 23 giugno - Carlos Chacana, calciatore argentino
- 23 giugno - V"jačeslav Derkač, ex biatleta ucraino
- 23 giugno - Morgan Kelly, attore canadese
- 23 giugno - Edwin Kempes, ex tennista olandese
- 23 giugno - C. E. Morgan, scrittrice statunitense
- 23 giugno - Claudiu Niculescu, allenatore di calcio e ex calciatore romeno
- 23 giugno - Gianmario Ortenzi, ex ciclista su strada italiano
- 23 giugno - Savvas Poursaïtidīs, allenatore di calcio e ex calciatore cipriota
- 23 giugno - Tomislav Šmuc, ex pallavolista sloveno
- 23 giugno - Paola Suárez, ex tennista argentina
- 23 giugno - Emmanuelle Vaugier, attrice, cantante e modella canadese
- 23 giugno - Patrick Vieira, allenatore di calcio, dirigente sportivo e ex calciatore senegalese
- 24 giugno - Francesco Bonifazi, politico italiano
- 24 giugno - Rasheed Brokenborough, ex cestista statunitense
- 24 giugno - Joseph Konopka, criminale statunitense
- 24 giugno - Gianluca Lalli, cantautore e scrittore italiano
- 24 giugno - Daniele Nardi, alpinista italiano († 2019)
- 24 giugno - Brock Olivo, ex giocatore di football americano e allenatore di football americano statunitense
- 24 giugno - Ricardo Alexandre dos Santos, ex calciatore brasiliano
- 24 giugno - Daniel Santiago, ex cestista statunitense
- 24 giugno - Dmitrij Sennikov, ex calciatore russo
- 24 giugno - Rustam Valiulin, ex biatleta bielorusso
- 25 giugno - Joanna Clark, pentatleta britannica
- 25 giugno - Patrick Cogoli, ex sciatore alpino italiano
- 25 giugno - Callum Davidson, allenatore di calcio e ex calciatore scozzese
- 25 giugno - Axelle Guiguet, pentatleta francese
- 25 giugno - Rabia Kazan, giornalista e scrittrice turca
- 25 giugno - Maurren Maggi, lunghista e ostacolista brasiliana
- 25 giugno - Sylvain N'Diaye, ex calciatore senegalese
- 25 giugno - Melodie Ngatai, ex rugbista a 15 neozelandese
- 25 giugno - Carlos Nieto, ex rugbista a 15 italiano
- 25 giugno - Julio César Simonato Cordeiro, giocatore di calcio a 5 brasiliano
- 25 giugno - Carlos Vera, arbitro di calcio ecuadoriano
- 25 giugno - Neil Walker, ex nuotatore statunitense
- 25 giugno - Gavin Williamson, politico britannico
- 26 giugno - Maikel Aerts, ex calciatore olandese
- 26 giugno - Makare Desilets, pallavolista statunitense
- 26 giugno - Francesco Falconi, scrittore italiano
- 26 giugno - Janus Friis, imprenditore danese
- 26 giugno - Jenteal, attrice pornografica statunitense († 2020)
- 26 giugno - Cédric Jimenez, regista e sceneggiatore francese
- 26 giugno - Ed Jovanovski, ex hockeista su ghiaccio canadese
- 26 giugno - Albert Leichtfried, arrampicatore e ex sciatore alpino austriaco
- 26 giugno - Blanka Nakielná, ex cestista ceca
- 26 giugno - Chad Pennington, ex giocatore di football americano statunitense
- 26 giugno - Aleksandr Zacharčenko, militare, politico e rivoluzionario ucraino († 2018)
- 27 giugno - Luli Bitri, attrice albanese
- 27 giugno - Michael Brandt, pentatleta svedese
- 27 giugno - Claudio Buezas, ex rugbista a 15 e allenatore di rugby a 15 argentino
- 27 giugno - Cecil Mamiit, ex tennista statunitense
- 27 giugno - Wagner Moura, attore brasiliano
- 27 giugno - Leigh Nash, cantante statunitense
- 27 giugno - Joseph Dayo Oshadogan, ex calciatore italiano
- 27 giugno - Zoran Pavlovič, ex calciatore sloveno
- 27 giugno - Maria Sadowska, cantante e regista cinematografica polacca
- 27 giugno - Joseph Sikora, attore statunitense
- 28 giugno - Nawaf Al-Temyat, ex calciatore saudita
- 28 giugno - Shinobu Asagoe, ex tennista giapponese
- 28 giugno - Fuad Aslanov, pugile azero
- 28 giugno - Bair Badënov, arciere russo
- 28 giugno - Simone Cadamuro, ex ciclista su strada italiano
- 28 giugno - Dave Eggar, violoncellista, pianista e compositore statunitense
- 28 giugno - Paweł Gil, arbitro di calcio polacco
- 28 giugno - Kateřina Holubcová, ex biatleta ceca
- 28 giugno - David Palmer, giocatore di squash australiano
- 28 giugno - Gleb Pisarevskij, ex sollevatore russo
- 28 giugno - Hans Sarpei, ex calciatore ghanese
- 28 giugno - Satam al-Suqami, terrorista saudita († 2001)
- 28 giugno - Avi Tikva, ex calciatore israeliano
- 28 giugno - Seth Wescott, snowboarder statunitense
- 29 giugno - Daniel Carlsson, ex pilota di rally svedese
- 29 giugno - Katsutoshi Dōmori, ex calciatore giapponese
- 29 giugno - Antonino Fogliani, direttore d'orchestra italiano
- 29 giugno - Emmanuel Lemelson, presbitero e imprenditore statunitense
- 29 giugno - Ylva Lindberg, hockeista su ghiaccio svedese
- 29 giugno - Adriane Lopes, avvocato e politica brasiliana
- 29 giugno - Bret McKenzie, comico, attore e sceneggiatore neozelandese
- 29 giugno - Vladislav Ščučko, ex giocatore di calcio a 5 russo
- 30 giugno - Kim Young-chul, ex calciatore sudcoreano
- 30 giugno - Brian Montonati, ex cestista statunitense
- 30 giugno - Massimiliano Russo, pallavolista italiano
- 30 giugno - Alicia Thompson, ex cestista statunitense